# Гвин, Степан
Степан Гвин (иногда именуется Гвын; англ. Stephen Gwyn; ум. 1720) — один из трёх английских учёных (наряду с Ричардом Грейсом и Генри Фарварсоном), приглашённых в Россию во время пребывания в 1698 году Петра Великого в Лондоне для преподавания будущим русским морякам математики и мореходных наук.

## Биография
Прибыл в Москву в 1698 году, где должна была происходить его преподавательская деятельность в школе «Математических и навигацких, то есть, мореходных хитростно искусств учения», но оставался не у дел до её официального открытия в 1701 году. Терпел вместе с коллегами в эти годы большую нужду, поскольку источник выплат его оговорённого при приглашении значительного жалования определён не был. В прошении, поданном ими по этому поводу, они говорили, что им пришлось поместиться всем троим в одной небольшой комнате, «палатченке», по их выражению, — квартире своего соотечественника, переводчика Посольского приказа Андрея Кревета, который «сподоблял их всякими нуждами, питьём и людьми, и лошадьми, и прочим, только кроме харча и платья».

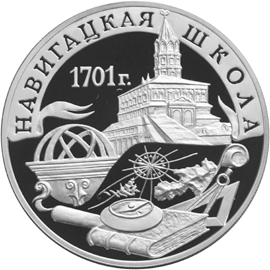
Монета Банка России. Навигацкая школа (3 рубля, серия «Наука»)

По открытии школы Стефан Гвин преподавал в ней исключительно мореходные науки; подробностей о преподавании не сохранилось. В Высочайшем указе об открытии школы от 14 января 1704 года сказано только, что «во учителех же тех наук быть Англинския земли урождённым: Математической — Андрею Данилову сыну Фархварсону, Навигацкой — Степану Гвыну, да Рыцарю Грызу». Теоретические части морских наук преподавал Фарварсон, поэтому можно считать, что Гвин и Грейс преподавали практические части морских наук.
В 1716 году Гвин был переведён вместе с Фарварсоном в Санкт-Петербург, в открытую там в 1715 году Морскую академию. Здесь они считались уже профессорами, помощниками которых были переведённые также из Москвы учителя, подмастерья и навигаторы, бывшие ранее воспитанниками Московской школы. В качестве профессора навигации Гвин получал второй после Фарварсона высший оклад жалованья — 400 рублей в год. Подмастерья получали по 72 рубля в год, навигаторы — по 42.
Гвин умер в Санкт-Петербурге в 1720 году.
Деятельность Гвина не ограничивалась преподаванием, он принимал также участие в создании карт и справочников:
- «Хартина меркаторская Америки или Индии западныя, против аиглинския хартины, но в Москве, за повелением царского пресветлейшего величества, во употребление и знание математико-навигацким ученикам, которые содержатся под командою генерала адмирала… графа Фёдора Матвеевича Апраксина, тиснению предана во гражданской типографии, под надзиранием господина генерала фельдцейхмейстера и кавалера Якова Вилимовича Брюса, тщанием и за освидетельством математико-навигацких школ учителей Андрея Фархварсона и Стефана Гвына, от библиотекаря В. К. (Василий Киприанов) 1715 лета от Рождества Христова»;
- «Новая размерная хартина от канала до берега барбарийского со островами канарийскими и западными. За повелением и проч. 1715 лета от воплощения Христова»;
- «Таблицы Синусов, Тангенсов, и Секансов и Логарифма Синусов и Тангенсов: Таже и числ, еже есть от единого даже до 10000. Со изъяснением удобнейшим: оных довольством возможно разрешити вся треугольники прямолинийные, и сферические и множайшая вопрошения Астрономическая. За повелением и проч… Тиснению преданы в Москве вторым типом, первее же ныне во Гражданской типографии: под надзрением господина Генерала фельдцейхмейстера и кавалера Якова Вилимовича Брюса. Тщанием и заосвидетельством математико-навигацких школ учителей Андрея Фархварсона, Стефана Гвына, и Леонтья Магницкого от Библиотекаря В. Киприанова лета от воплощения Христова 1716». Книга объёмом 142 стр. представляла в целом перепечатку «Таблиц» голландского издателя и автора математических таблиц Адриана Влака (1600—1667). Первое издание, без указания лиц, принимавших в нём участие, вышло в свет в Москве в 1703 году.